# Ranburne
Ranburne – miasto w Stanach Zjednoczonych, w stanie Alabama, w hrabstwie Cleburne. W roku 2023 miasto zamieszkiwało 431 osób, a gęstość zaludnienia wynosiła 105,1 osoby/km².